# REDEMPTION
「REDEMPTION」（リデンプション）は、2006年1月25日にGacktが発表した楽曲、及び同曲を収録したシングル。通算24枚目のシングルである。発売元は日本クラウン。

## 概要
- 2006年の第1弾シングル。前作「届カナイ愛ト知ッテイタノニ抑エキレズニ愛シ続ケタ…」から半年でのリリースとなった。
- 初回生産限定盤は、表題曲のPVが2本収録されている。
- 『ミュージックステーション』に出演した際は、ダージュ オブ ケルベロス ファイナルファンタジーVIIをイメージさせる特殊な衣装でこの楽曲を披露した。

## 収録曲

### CD
1. REDEMPTION (4:07)
  - 作詞・作曲:Gackt.C/編曲:Gackt.C・Chachamaru

スクウェア・エニックスのゲームソフト『ダージュ オブ ケルベロス ファイナルファンタジーVII』の主題歌。
6枚目のアルバム『DIABOLOS』を携えて行われたアルバムツアー『Gackt Live Tour 2005 DIABOLOS ～哀婉の詩～』では、このシングルの発売に先駆けて、本楽曲が演奏された。
後に、リミックスアルバム『GACKTracks -ULTRA DJ ReMIX-』にてリミックスバージョンで収録された。
また、オリジナルアルバムには収録されておらず、サウンドトラック『「SLO-PACHINKO GLADIATOR EVOLUTION」 Original Soundtrack』、ベストアルバム『THE ELEVENTH DAY 〜SINGLE COLLECTION〜』と、『BEST OF THE BEST vol.1 -WILD-』の3作にそれぞれ収録されている。
2. LONGING (4:06) 
  - 作詞・作曲:Gackt.C/編曲:Gackt.C・Chachamaru

スクウェア・エニックスのゲームソフト『ダージュ オブ ケルベロス ファイナルファンタジーVII』のBGM。
この曲は他のどのアルバムにも収録されておらず、本作のみに収録されている。ライブ未演奏曲である。
3. REDEMPTION (Instrumental)
4. LONGING (Instrumental)

### 初回限定盤 DVD
1. REDEMPTION PV
2. REDEMPTION PV DCFFVII Ver.

## 楽曲の収録アルバム
- 「SLO-PACHINKO GLADIATOR EVOLUTION」 Original Soundtrack (#1)
- THE ELEVENTH DAY 〜SINGLE COLLECTION〜 (#1)
- BEST OF THE BEST vol.1 -WILD- (#1)
- GACKTracks -ULTRA DJ ReMIX- (#1、リミックスバージョン)